# Rejet-de-Beaulieu
Pour les articles homonymes, voir Rejet et Beaulieu.
Rejet-de-Beaulieu est une commune française située dans le département du Nord (59), en région Hauts-de-France.
Le nom jeté des habitants de Rejet-de-Beaulieu est les Longs Pieds.

## Géographie
Situé sur les bords du canal de la Sambre à l'Oise, aux confins du Cambrésis et de la Thiérache, son territoire s'étend entre Catillon-sur-Sambre et le département de l'Aisne.

### Communes limitrophes
|            | Catillon-sur-Sambre |                     |
| Mazinghien | Rejet-de-Beaulieu   | Fesmy-le-Sart Aisne |
|            | Oisy Aisne          |                     |

### Hydrographie

#### Réseau hydrographique
La commune est située dans le bassin Artois-Picardie. Elle est drainée par la rivière Sambre, la Sambre rive Gauche, le canal de la Sambre à l'Oise bief de partage de l'écluse 1 le Gard à l'écluse 1 Bois-l'Abbaye, le fossé Saint-Pierre, le bassin d'alimentation rive droite de Fesmy, le ruisseau de l'Ermitage, divers bras de décharge Rd Conf du canal de la Sambre à l'Oise au le bassin d'alimentation de Fesmy, divers bras de décharge Rg Conf du canal de la Sambre à l'Oise au bassin d'alimentation de Fesmy et le ruisseau de Gourgouche,,.
La Sambre canalisée est un canal, chenal et un cours d'eau naturel, d'une longueur de 101 km, qui prend sa source dans la commune , s'écoule vers le nord-est et franchit la frontière belge au droit de Jeumont.
La rivière Sambre, d'une longueur de 17 km, prend sa source dans la commune de Fontenelle et se jette  dans divers bras de décharge, confluence du canal de la Sambre à l'Oise au Bassin d'alimentation de Fesmy sur la commune, après avoir traversé huit communes.
La Sambre, d'une longueur de 12 km, prend sa source dans la commune  et se jette  dans 0 à Landrecies, après avoir traversé quatre communes.
La Sambre est une rivière franco-belge, affluent de la Meuse, de 190 km de long. La section qui traverse la commune débute à Landrecies et se termine à Rejet-de-Beaulieu, après avoir traversé cinq communes.

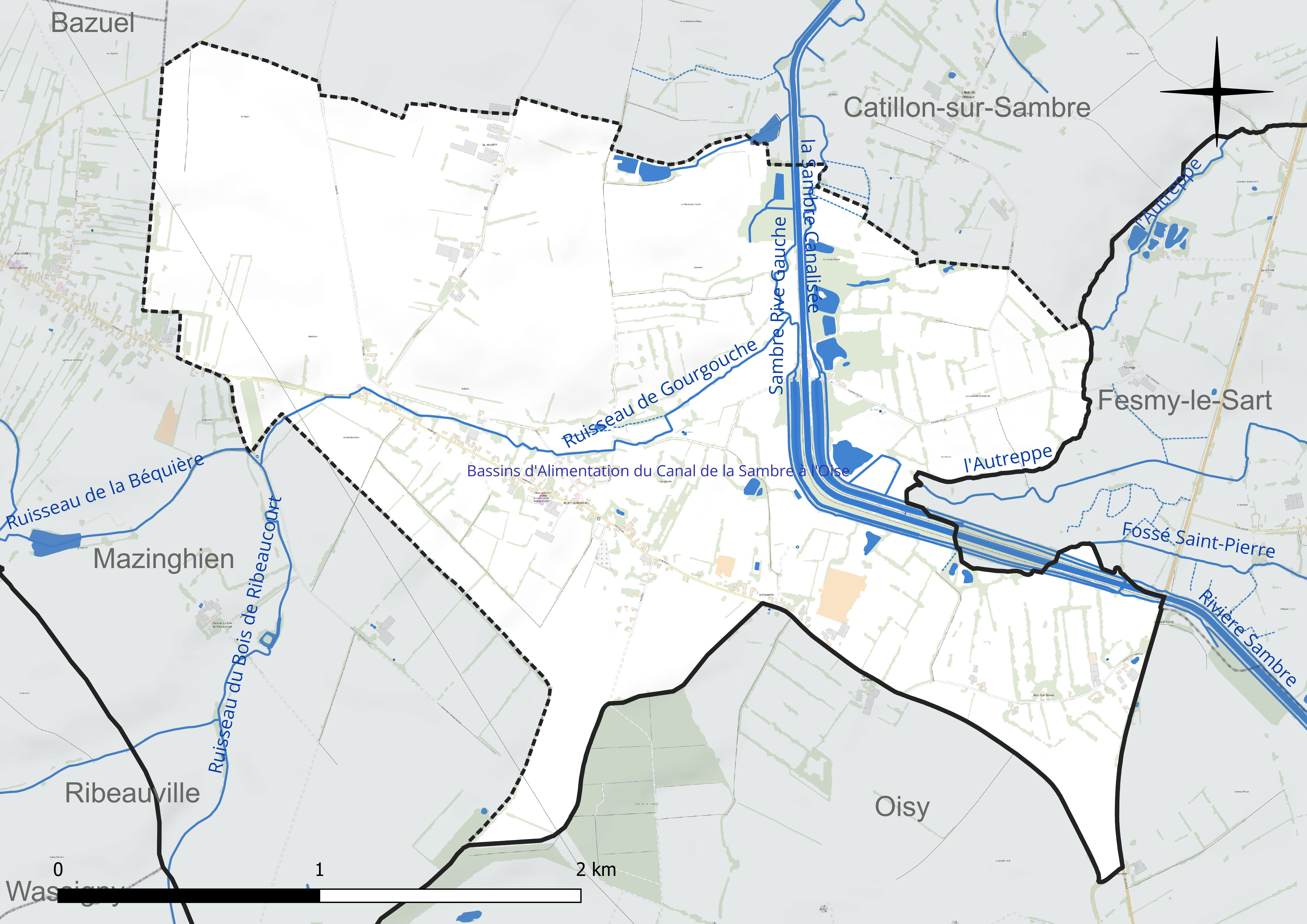
Réseau hydrographique de Rejet-de-Beaulieu.

Un plan d'eau complète le réseau hydrographique : les bassins d'Alimentation du le canal de la Sambre à l'Oise, d'une superficie totale de 2,7 ha (2,6 ha sur la commune),.

#### Gestion et qualité des eaux
Le territoire communal est couvert par le schéma d'aménagement et de gestion des eaux (SAGE) « Sambre ». Ce document de planification concerne un territoire de 1 253 km2 de superficie, délimité par le bassin versant de la Sambre. Le périmètre a été arrêté le 1er novembre 2003 et le SAGE proprement dit a été approuvé le 21 septembre 2012, puis modifié le 18 août 2022. La structure porteuse de l'élaboration et de la mise en œuvre est le syndicat mixte du Parc naturel régional de l'Avesnois.
La qualité des cours d'eau peut être consultée sur un site spécial géré par les agences de l'eau et l'Agence française pour la biodiversité.

### Climat
Pour des articles plus généraux, voir Climat des Hauts-de-France et Climat du Nord.
En 2010, le climat de la commune est de type climat océanique dégradé des plaines du Centre et du Nord, selon une étude du CNRS s'appuyant sur une série de données couvrant la période 1971-2000. En 2020, Météo-France publie une typologie des climats de la France métropolitaine dans laquelle la commune est exposée à un climat océanique altéré et est dans la région climatique Nord-est du bassin Parisien, caractérisée par un ensoleillement médiocre, une pluviométrie moyenne régulièrement répartie au cours de l'année et un hiver froid (3 °C).
Pour la période 1971-2000, la température annuelle moyenne est de 9,9 °C, avec une amplitude thermique annuelle de 14,9 °C. Le cumul annuel moyen de précipitations est de 817 mm, avec 12,5 jours de précipitations en janvier et 9,2 jours en juillet. Pour la période 1991-2020, la température moyenne annuelle observée sur la station météorologique la plus proche, située sur la commune de Saint-Hilaire-sur-Helpe à 22 km à vol d'oiseau, est de 10,5 °C et le cumul annuel moyen de précipitations est de 802,4 mm,. Pour l'avenir, les paramètres climatiques de la commune estimés pour 2050 selon différents scénarios d'émission de gaz à effet de serre sont consultables sur un site spécial publié par Météo-France en novembre 2022.

## Urbanisme

### Typologie
Au 1er janvier 2024, Rejet-de-Beaulieu est catégorisée commune rurale à habitat dispersé, selon la nouvelle grille communale de densité à sept niveaux définie par l'Insee en 2022.
Elle est située hors unité urbaine. Par ailleurs la commune fait partie de l'aire d'attraction du Cateau-Cambrésis, dont elle est une commune de la couronne,. Cette aire, qui regroupe 11 communes, est catégorisée dans les aires de moins de 50 000 habitants,.

### Occupation des sols
L'occupation des sols de la commune, telle qu'elle ressort de la base de données européenne d'occupation biophysique des sols Corine Land Cover (CLC), est marquée par l'importance des territoires agricoles (92,1 % en 2018), en augmentation par rapport à 1990 (87,7 %). La répartition détaillée en 2018 est la suivante : 
prairies (55,5 %), terres arables (32,1 %), zones urbanisées (7,7 %), zones agricoles hétérogènes (4,5 %), forêts (0,2 %). L'évolution de l'occupation des sols de la commune et de ses infrastructures peut être observée sur les différentes représentations cartographiques du territoire : la carte de Cassini (XVIIIe siècle), la carte d'état-major (1820-1866) et les cartes ou photos aériennes de l'IGN pour la période actuelle (1950 à aujourd'hui).

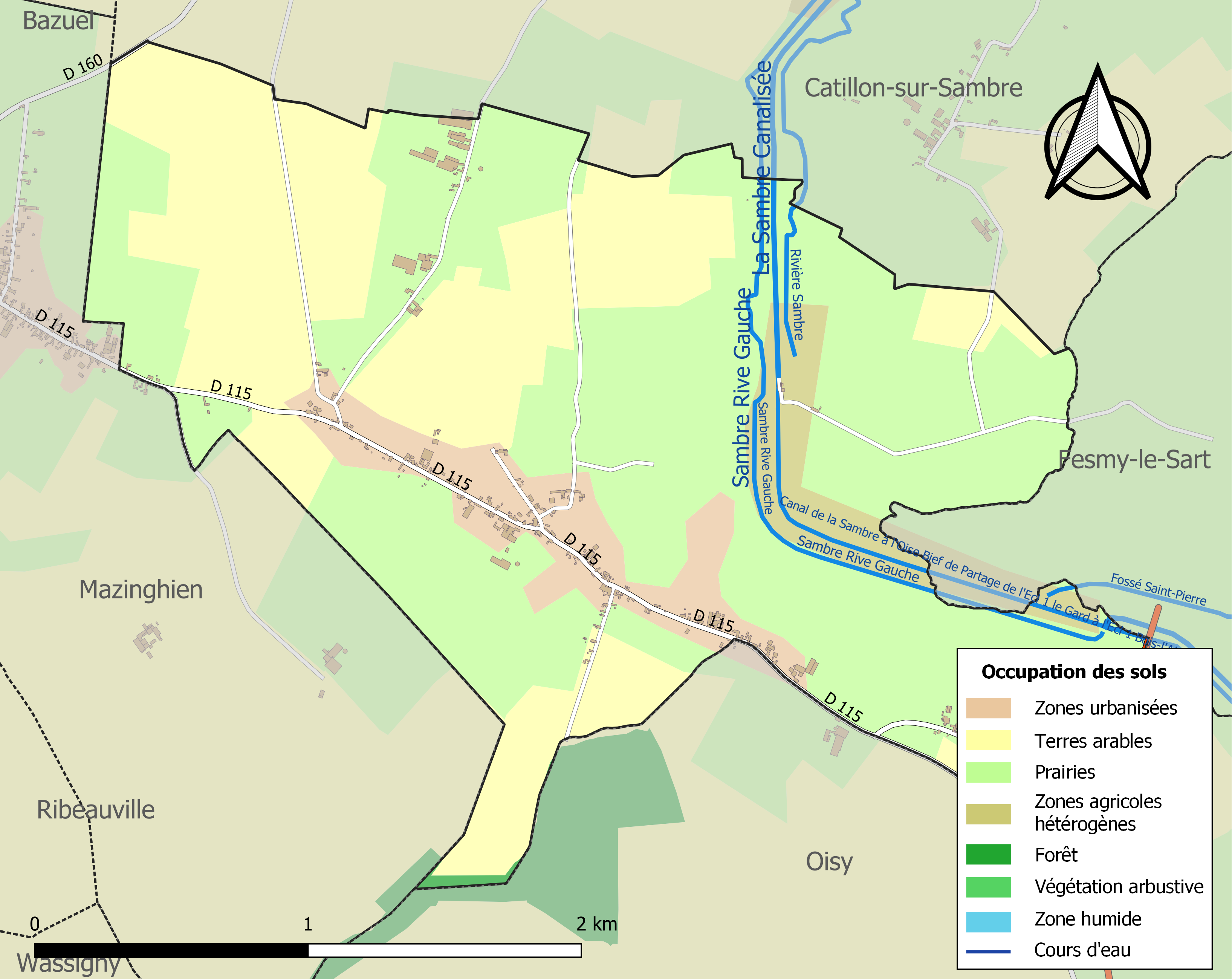
Carte des infrastructures et de l'occupation des sols de la commune en 2018 (CLC).

## Histoire
Rejet-de-Beaulieu fut le résultat de la fusion de quatre hameaux, La Laurette, le Petit-Cambrésis, La Louvière et Rejet-de-Beaulieu qui fut séparé de Catillon-sur-Sambre par les  anciennes friches Les Enveaux  qui se situaient sur le bois de l'Abbaye et a donné son nom à la nouvelle commune érigée par une loi du 23 juin 1896, eu égard à l'importance de sa population qui était alors de 700 habitants.
Le 2 février 1914, Olympe Démarez, native de Rejet-de-Beaulieu, prête serment et devient la 1re avocate du Nord,.Une école porte le nom d'Olympe Démarez à Rejet de Beaulieu
Les conflits contemporains marquent également de leur empreinte le village. L'offensive britannique du 4 novembre 1918, sur les bords du canal de la Sambre à l'Oise, provoque indirectement d'importantes destructions. En mai 1940, les tirailleurs marocains font preuve d'une résistance acharnée et d'un grand esprit de sacrifice.

## Héraldique
|  | Les armes de Rejet-de-Beaulieu se blasonnent ainsi : « De sinople à une tour d'argent, chargé sur sa porte d'un huchet d'or. » |

## Politique et administration
| Période                                  | Période   | Identité           | Étiquette | Qualité |
| ---------------------------------------- | --------- | ------------------ | --------- | ------- |
| 1935                                     | 1945      | Georges Démaret    |           |         |
| 1945                                     | 1953      | Ernest Hennequart  |           |         |
| 1953                                     | 1959      | Philippe Decossin  |           |         |
| 1959                                     | 1965      | Philippe Decossin  |           |         |
| 1965                                     | mars 1971 | Philippe Decossin  |           |         |
| mars 1971                                | mars 1977 | Gérard Stévance    |           |         |
| mars 1977                                | 1981      | Ernest Hennequart  |           |         |
| 1981                                     | mars 1983 | André Hiboux       |           |         |
| mars 1983                                | mars 1989 | André Hiboux       |           |         |
| mars 1989                                | juin 1995 | Clément Druesne    |           |         |
| juin 1995                                | mars 2001 | Clément Druesne    |           |         |
| mars 2001                                | mars 2008 | Clément Druesne    |           |         |
| mars 2008                                | En cours  | Augustine Noirmain |           |         |
| Les données manquantes sont à compléter. |           |                    |           |         |

## Population et société

### Démographie

#### Évolution démographique
L'évolution du nombre d'habitants est connue à travers les recensements de la population effectués dans la commune depuis 1896. Pour les communes de moins de 10 000 habitants, une enquête de recensement portant sur toute la population est réalisée tous les cinq ans, les populations de référence des années intermédiaires étant quant à elles estimées par interpolation ou extrapolation. Pour la commune, le premier recensement exhaustif entrant dans le cadre du nouveau dispositif a été réalisé en 2004.

En 2022, la commune comptait 227 habitants, en évolution de −15,93 % par rapport à 2016 (Nord : +0,51 %, France hors Mayotte : +2,11 %).
| 1896 | 1901 | 1906 | 1911 | 1921 | 1926 | 1931 | 1936 | 1946 |
| ---- | ---- | ---- | ---- | ---- | ---- | ---- | ---- | ---- |
| 670  | 550  | 538  | 498  | 365  | 344  | 309  | 314  | 368  |

| 1954 | 1962 | 1968 | 1975 | 1982 | 1990 | 1999 | 2004 | 2006 |
| ---- | ---- | ---- | ---- | ---- | ---- | ---- | ---- | ---- |
| 369  | 378  | 328  | 273  | 215  | 221  | 237  | 227  | 221  |

| 2009 | 2014 | 2019 | 2022 | - | - | - | - | - |
| ---- | ---- | ---- | ---- | - | - | - | - | - |
| 240  | 268  | 242  | 227  | - | - | - | - | - |

#### Pyramide des âges
La population de la commune est relativement jeune.
En 2018, le taux de personnes d'un âge inférieur à 30 ans s'élève à 34,4 %, soit en dessous de la moyenne départementale (39,5 %). À l'inverse, le taux de personnes d'âge supérieur à 60 ans est de 25,6 % la même année, alors qu'il est de 22,5 % au niveau départemental.
En 2018, la commune comptait 127 hommes pour 124 femmes, soit un taux de 50,6 % d'hommes, largement supérieur au taux départemental (48,23 %).
Les pyramides des âges de la commune et du département s'établissent comme suit.
| Hommes | Classe d’âge | Femmes |
| ------ | ------------ | ------ |
| 0,0    | 90 ou +      | 0,8    |
| 5,7    | 75-89 ans    | 6,7    |
| 20,5   | 60-74 ans    | 17,5   |
| 20,5   | 45-59 ans    | 19,2   |
| 23,0   | 30-44 ans    | 17,5   |
| 10,7   | 15-29 ans    | 17,5   |
| 19,7   | 0-14 ans     | 20,8   |

| Hommes | Classe d’âge | Femmes |
| ------ | ------------ | ------ |
| 0,5    | 90 ou +      | 1,4    |
| 5,3    | 75-89 ans    | 8,1    |
| 14,8   | 60-74 ans    | 16,2   |
| 19,1   | 45-59 ans    | 18,4   |
| 19,5   | 30-44 ans    | 18,7   |
| 20,7   | 15-29 ans    | 19,1   |
| 20,2   | 0-14 ans     | 18     |

## Lieux et monuments

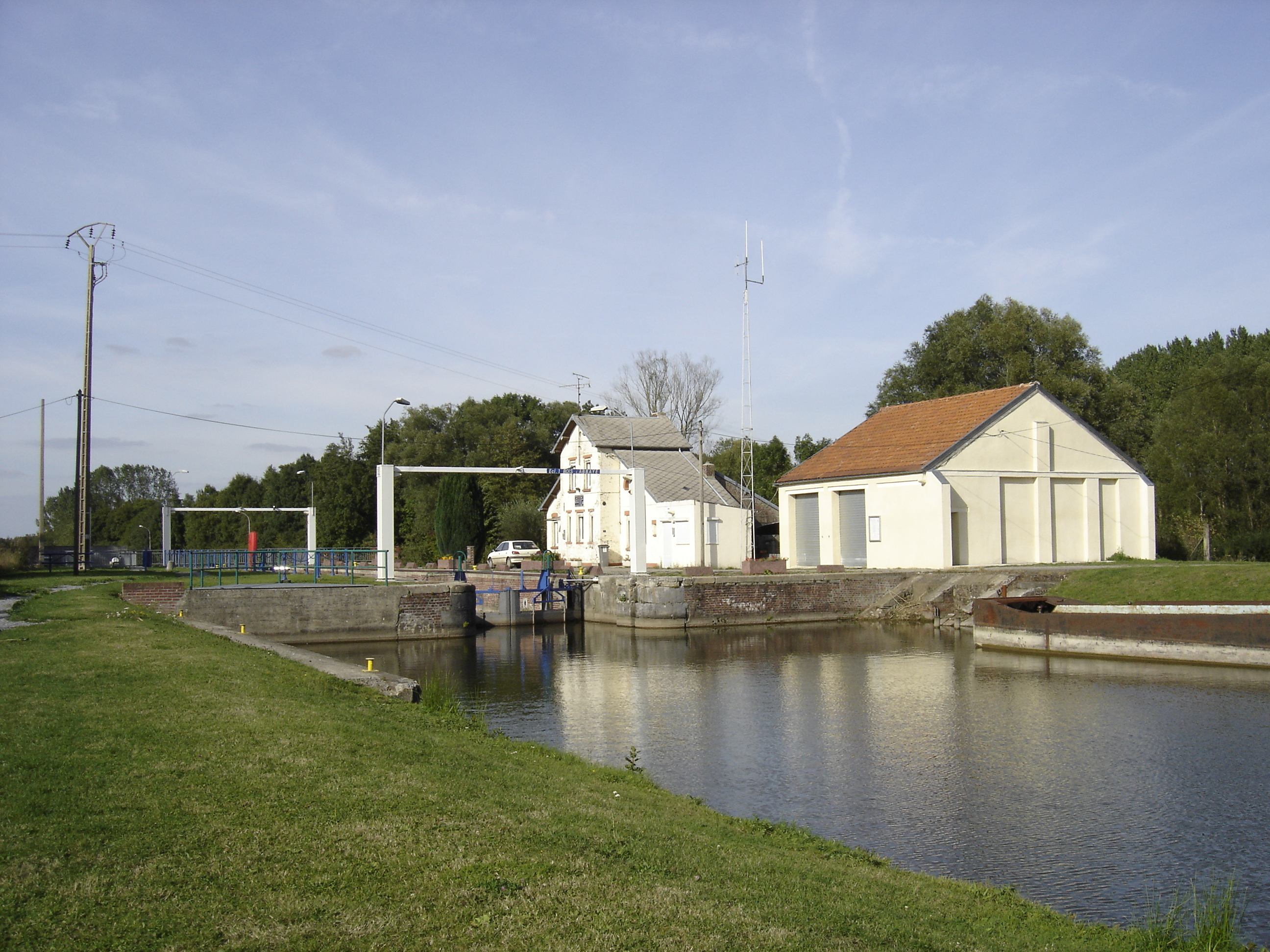
Écluse du Bois de l'Abbaye

La Chapelle de Saint Hubert située au hameau du Petit Cambrésis, érigée en 1734 et dédiée à saint Hubert ou Hubert de Liège, saint évêque chrétien, patron de la paroisse.
L'écluse du Bois de l'Abbaye est envisagée par Vauban en 1698 et devient réalité en février 1839 lors de la canalisation de la Sambre à l'Oise.
Le cimetière militaire britannique situé près  du cimetière communal  et Rejet de Beaulieu est un hameau de Catillon sur Sambre. La commune est créée en 1896
Le cimetière communal où la famille Demarez est inhumée , et leurs  parentés aussi 
Rejet de Beaulieu est un hameau de Catillon sur Sambre d'où est native Olympe Démarez - Valentin. La commune est créée en 1896

## Personnalités liées à la commune
- Olympe Démarez (1878-1964), 1re avocate du Département du Nord, 1re conseillère municipale de Dunkerque en 1945.

## Pour approfondir